# Ihre größten deutschen Hits
Albums de Mireille Mathieu
Liebe lebt
(2014)
Ihre größten deutschen Hits est une compilation allemande de la chanteuse française Mireille Mathieu sortie en 2015 en supplément du magazine allemand Superillu qui consacrait sa une à la chanteuse. La compilation contient 10 chansons dont 2 duos : un duo avec le chanteur allemand Florian Silbereisen et un autre totalement inédit avec le chanteur allemand Frank Schöbel.

## Chansons de la compilation
| 1.                     | Goodbye my love, Verzeih my love (avec Florian Silbereisen) | Ralph Siegel, Bernd Meinunger, Richard Palmer-James | 3:55 |
| 2.                     | Hinter den Kulissen von Paris                               | Georg Buschor, Christian Bruhn                      | 2:34 |
| 3.                     | La Paloma ade                                               | Georg Buschor, Christian Bruhn                      | 3:51 |
| 4.                     | An einem Sonntag in Avignon                                 | Christian Bruhn, Georg Buschor                      | 3:22 |
| 5.                     | Der Zar und das Mädchen                                     | Christian Bruhn, Georg Buschor                      | 3:01 |
| 6.                     | Martin                                                      | Christian Bruhn, Georg Buschor                      | 3:08 |
| 7.                     | Akropolis Adieu                                             | Christian Bruhn, Georg Buschor                      | 3:29 |
| 8.                     | Walzer der Liebe                                            | Christian Bruhn, Robert Jung                        | 3:32 |
| 9.                     | Es geht mir gut, Chéri                                      | Christian Bruhn, Georg Buschor                      | 2:51 |
| 10.                    | Bis ich dich wiederseh' (avec Frank Schöbel)                | Christian Steyer, Gisela Steineckert                |      |
| 31 minutes 30 secondes |                                                             |                                                     |      |